# Théorie de l'argumentation

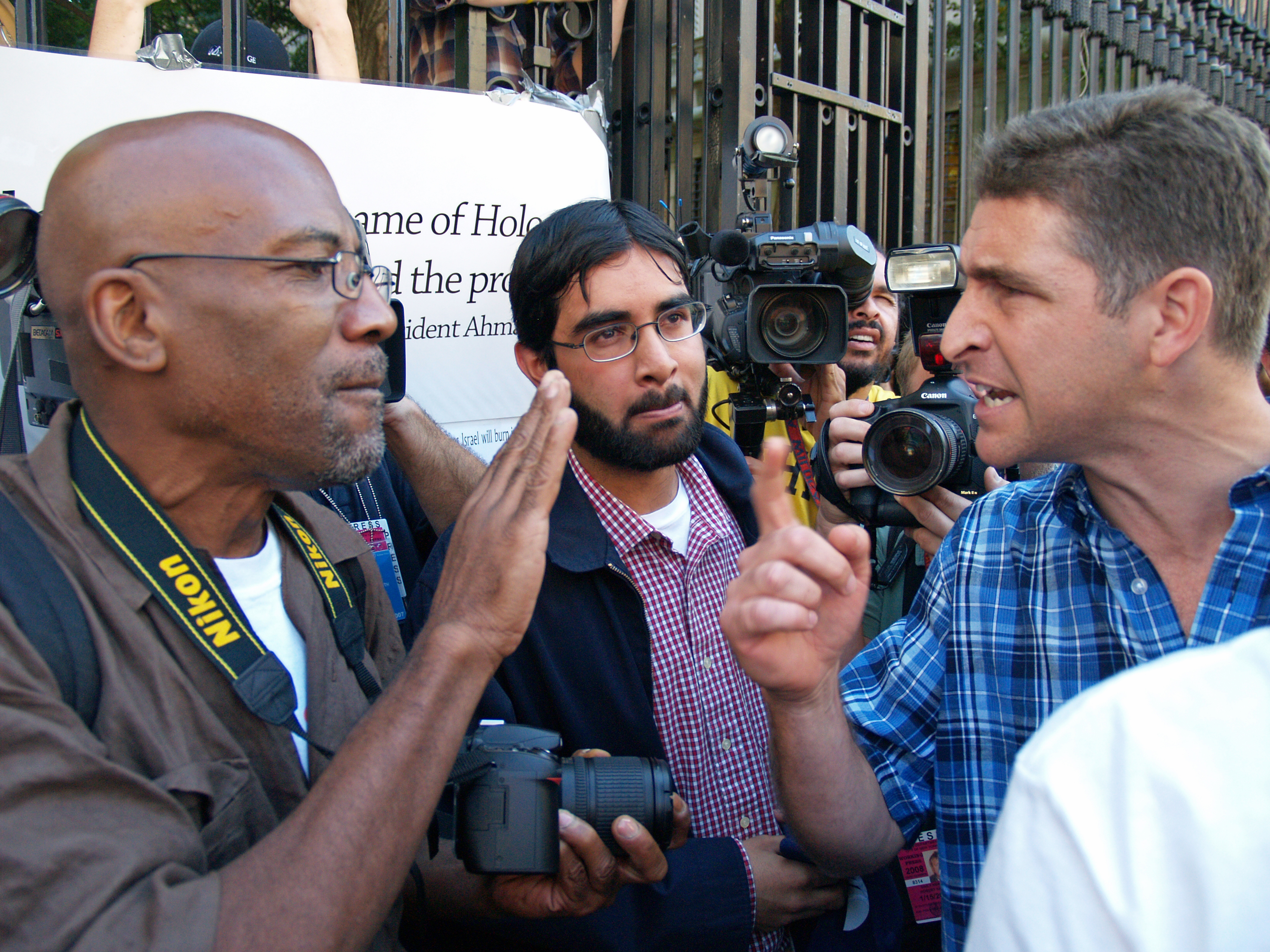
Deux hommes qui argumentent lors d'une manifestation politique à New York.

La Théorie de l'argumentation est l'étude interdisciplinaire de la façon dont les conclusions peuvent être atteintes par un raisonnement logique. Elle comprend les arts et sciences du débat civil, du dialogue, de la conversation, et de la persuasion. Elle étudie les règles de l'inférence, de la logique et les règles des paramètres du monde artificiel et réel.
L'argumentation comprend le débat et la négociation qui sont concernés par le fait d'atteindre mutuellement une conclusion. Il englobe également le dialogue éristique, la branche générale du débat social dans lequel la victoire contre un adversaire est l'objectif principal. Cet art et cette science sont souvent les moyens par lesquels les gens protègent leurs croyances, ou de leurs propres intérêts dans le dialogue rationnel, courant, et au cours du processus d'argumentation.
L'argumentation est aussi utilisée dans la loi, par exemple pendant la préparation d'un argument pour être présentée à un tribunal, et à tester la validité de certains types de preuves.

## Les composants clés de l'argumentation
- La compréhension et l'identification des arguments, explicite ou implicite, et les objectifs des participants dans les différents types de dialogue.
- L'identification des prémisses à partir desquelles des conclusions sont tirées.
- L'établissement de la "charge de la preuve"
- Pour le porteur de la "charge de la preuve", l'avocat, rassemble les preuves afin de convaincre ou forcer l'adversaire à l'acceptation.

## La structure interne des arguments
Typiquement, un argument a une structure interne, comprenant les éléments suivants :
1. un ensemble d'hypothèses ou de prémisses
2. une méthode de raisonnement ou de déduction
3. une conclusion.

Un argument a une prémisse ou plus, et une conclusion.
La logique classique est souvent utilisée comme méthode de raisonnement afin que la conclusion découle logiquement des hypothèses. Par conséquent, il est courant d'insister pour que l'ensemble des hypothèses soit cohérent. Il est également recommandé d'exiger l'ensemble des hypothèses comme l'ensemble minimal, pour définir l'inclusion, nécessaire pour déduire le conséquent. De tels arguments sont appelés les arguments MINCON, court et un minimum cohérent. Une telle argumentation a été appliquée aux domaines du droit et de la médecine. Une deuxième école d'argumentation examine les arguments abstraits, où 'argument' est considéré comme un terme primitif, où la structure interne des arguments n'est pas prise en compte.
Dans sa forme la plus commune, l'argumentation implique un individu et un interlocuteur/ou un adversaire engagé dans le dialogue, chacun soutenant des positions différentes et en essayant de se convaincre mutuellement. D'autres types de dialogue, en plus de la persuasion sont éristiques, de recherche d'information, d'enquête, de négociation, de délibération, et par la méthode dialectique (Douglas Walton). La méthode dialectique a été rendue célèbre par Platon et son utilisation par Socrate de critique différents personnages et figures historiques.

## L'argumentation et les bases de la connaissance
La théorie de l'argumentation tire ses origines du fondationnalisme, une théorie de la connaissance (épistémologie) dans le domaine de la philosophie. Il cherchait à trouver la base des revendications dans les formes (logique) et les matériaux (lois factuelles) d'un système universel de la connaissance. Mais l'argument des chercheurs a peu à peu rejeté la systématique de la philosophie d'Aristote et l'idéalisme de Platon et de Kant. Ils ont remis en question et, finalement écarté l'idée que l'argument des prémisses prennent leur solvabilité formelle des systèmes philosophiques. Le champ a ainsi été élargi.
L'essai de Karl R. Wallace, "La Substance de la Rhétorique : les Bonnes Raisons" dans le Quarterly Journal of Speech (1963) 44, a conduit de nombreux chercheurs à étudier le "marché de l'argumentation" – l'argument ordinaire des gens ordinaires. L'essai fondateur sur le marché de l'argumentation est "la Logique et le Marché de l'Argumentation", de Ray Lynn Anderson et C. David Mortensen, Quarterly Journal of Speech 53 (1967): 143-150,. Cette ligne de pensée a conduit à une alliance naturelle avec la fin de l'évolution de la sociologie de la connaissance. Certains chercheurs ont tissé des connexions avec les récents développements en philosophie, à savoir le pragmatisme de John Dewey et de Richard Rorty. Rorty a appelé ce déplacement d'accent le "tournant linguistique".
Dans cette nouvelle approche hybride, l'argumentation est utilisée avec ou sans preuve empirique pour établir des conclusions convaincantes sur des questions morales, scientifiques, épistémique, ou d'une nature dans laquelle la science seule ne peut répondre. De nombreux développements intellectuels dans les sciences humaines et sociales, comme les théories de l'argumentation «non-philosophiques». Ces théories comprennent la logique informelle, l'épistémologie sociale, l'éthnométhodologie, les actes de langage, la sociologie de la connaissance, la sociologie de la science et la psychologie sociale. Ces nouvelles théories ne sont pas non-logiques ou anti-logiques. Elles trouvent une cohérence logique dans la plupart des communautés de discours. Ces théories sont donc souvent appelées "sociologiques" du fait qu'elles se concentrent sur les bases de la connaissance.

## Approches de l'argumentation en communication et en logique informelle
En général, le nom "argumentation" est utilisé par les chercheurs en communication par exemple (pour n'en nommer que quelques-uns) Wayne E. Brockriede, Douglas Ehninger, Joseph W. Wenzel, Richard Rieke, Gordon Mitchell, Carole Winkler, Eric Gander, Dennis S. Gouran, Daniel J. O'Keefe, Marque Aakhus, Bruce Gronbeck, James Klumpp, G. Thomas Bonsoir, Robin Rowland, Dale Hample, C. Scott Jacobs, Sally Jackson, David Zarefsky, et Charles Arthur Willard. Tandis que le terme "logique informelle" est préféré par les philosophes, issu des philosophes de l'Université de Windsor Ralph H. Johnson et J. Anthony Blair. Harald Wohlrapp a développé un critère pour la validité (Geltung, Gültigkeit) comme la liberté d'objections.
Trudy Govier, Douglas Walton, Michael Gilbert, Harvey Seigal, Michael Scriven, et John Woods (pour n'en nommer que quelques-uns) sont d'autres grands auteurs de la tradition. Au cours des trente dernières années, cependant, des chercheurs issus de disciplines multiples ont co-mêlé des conférences internationales comme celle hébergée par l'Université d'Amsterdam (Pays-Bas) et la Société Internationale pour l'Étude de l'Argumentation (ISSA).
Certains chercheurs (comme Ralph H. Johnson) interprètent le terme "argument", au sens strict, comme exclusivement l'écrit du discours dans lequel toutes les prémisses sont explicites. D'autres (comme Michael Gilbert) ont interprété le terme "argument" au sens large, pour inclure les discours parlés et non-verbaux. Le philosophe Stephen E. Toulmin a dit qu'un argument est une demande de notre attention et de nos convictions, d'un point de vue que semble autoriser le traitement des affiches de propagande comme arguments.

## Genres d'argumentation

### Argumentation conversationnelle
L'étude de la conversation naturelle convient à la sociolinguistique, qui est généralement appelée l'analyse de conversation. Inspirée par l'ethnométhodologie, elle a principalement été développée dans les années 1960 et au début des années 1970 par le sociologue Harvey Sacks et, entre autres, par ses proches collaborateurs Emanuel Schegloff et Gail Jefferson. Sacks est mort tôt, mais son travail a été soutenu par d'autres dans son domaine, et l'argumentation conversationnelle est maintenant devenue une force de la sociologie, de l'anthropologie, de la linguistique, de la communication et de la psychologie.
Des études empiriques et des formulations théoriques par Sally Jackson et Scott Jacobs, et plusieurs de leurs élèves, ont décrit l'argumentation comme une forme de gestion de désaccord conversationnel.

### Argumentation mathématiques
La base de la vérité mathématique a fait l'objet d'un long débat. Frege, en particulier, a cherché à démontrer (voir Gottlob Frege, Les fondements de l'arithmétique, 1884 et Logicisme en Philosophie des mathématiques) que les vérités arithmétiques peuvent être obtenues à partir d'axiomes purement logiques et sont donc, finalement, des vérités logiques. Le projet a été développé par Russell et Whitehead dans leur Principia Mathematica. Si un argument peut être traduit sous forme de phrases en logique symbolique, alors il peut être testé par l'application des procédures de preuve acceptés. Ceci a été réalisé pour l'arithmétique en utilisant les axiomes de Peano.
Quoi qu'il en soit, un argument en mathématiques, comme dans toute autre discipline, ne peut être considéré valable que s'il peut être démontré.

### Argumentation scientifique
Peut-être la plus radicale de la déclaration de la base sociale de la connaissance scientifique apparaît dans La Rhétorique de La Science de Alan G. Gross (Cambridge:Harvard University Press, 1990). Gross soutient que la science est la rhétorique du "sans reste", ce qui signifie que la connaissance scientifique elle-même ne peut pas être considéré comme une vision idéalisée de la base de la connaissance. La connaissance scientifique est produite de façon rhétorique. Cette pensée représente presque le rejet complet du fondationnalisme sur lequel l'argumentation est la base principale.

### Interprétation de l'argumentation
L'interprétation de l'argumentation est un processus dialogique dans lequel les participants explorent et/ou résolvent les interprétations d'un texte de tout support contenant des quantités significatives d'ambiguïté.
L'interprétation de l'argumentation est pertinente pour les sciences humaines, l'herméneutique, la théorie littéraire, la linguistique, la sémantique, la pragmatique, sémiotique, philosophie analytique et l'esthétique. Les sujets de l'interprétation conceptuelle comprennent l'interprétation ésthétique, judiciaire, logique et religieuse. Les sujets de l'interprétation scientifique comprennent la modélisation scientifique.

### Argumentation juridique
Les arguments juridiques sont des présentations orales envers un juge ou un tribunal par un avocat. Un argument de clôture, ou de sommation, est la déclaration finale de l'avocat de chaque partie reprenant les arguments importants pour le juge des faits dans une affaire judiciaire. Un argument de clôture a lieu après la présentation de la preuve.

### Argumentation politique
Les arguments politiques sont utilisés par des universitaires, des journalistes, les candidats à des fonctions politiques et des représentants du gouvernement. Les arguments politiques sont également utilisés par les citoyens ordinaires lors d'interactions et de compréhension des événements politiques. La rationalité du public est une question majeure dans cette ligne de recherche. Le politologue Samuel L. Popkin a inventé l'expression "low information voters" (électeurs faiblement informés) pour décrire la plupart des électeurs qui savent très peu de choses sur la politique ou le monde en général.
Dans la pratique, un "low information voter" peut ne pas être au courant de la législation que leur représentant a soutenu au Congrès. Un électeur faiblement informé peut fonder sa décision sur une information prononcée dans les médias, ou d'un carton reçu par la poste. Le marketing politique prendront ainsi l'avantage sur les électeurs faiblement informés et d'influencer leur choix, par la désinformation.

## Aspects psychologiques
La psychologie a longtemps étudié les aspects non-logique de l'argumentation. Par exemple, des études ont montré que la simple répétition d'une idée est souvent une méthode plus efficace d'argumentation, qu'un appel à la raison. La propagande utilise souvent la répétition. La rhétorique Nazie a été largement étudié comme, entre autres, une campagne de répétition.
Des études empiriques portant sur le charisme, ont également été étroitement liée à aux arguments. Ces études mettent l'argumentation dans le champ d'application de la persuasion de la théorie et de la pratique.
Certains psychologues comme William J. McGuire croire que le syllogisme est l'unité de base de la pensée de l'homme. Ils ont produit un vaste corps de travaux empiriques autour du célèbre titre "Un Syllogistique de l'Analyse Cognitive des Relations." de McGuire.

## Les théories

### Champs d'arguments
Stephen E. Toulmin et Charles Arthur Willard ont défendu l'idée de l'argument des champs, l'ancien trait de la notion de jeux de langage (Sprachspiel) de Ludwig Wittgenstein. Pour Toulmin, le terme "champ" désigne un discours dans lequel les arguments et les faits rapportés sont pris à leur racine. Pour Willard, le terme "champ" est interchangeable avec "communauté", "public", ou "lectorat." dans le même sens, G. Thomas Goodnight a étudié les "sphères" de l'argument. La teneur générale de ces théories est que les prémisses des arguments prennent leur sens à partir des communautés sociales.

### Contributions de Stephen E. Toulmin
Le  théoricien plus influent a été, de loin, Stephen Toulmin, élève de Wittgenstein. Ce qui suit est une esquisse de ses idées.

#### Une alternative à l'absolutisme et au relativisme
Toulmin a fait valoir que l'absolutisme (représenté par des arguments théorique ou analytique) a limité la valeur pratique. L'absolutisme est dérivée de la logique formelle idéalisée de Platon, qui préconise la vérité universelle; ainsi les absolutistes croient que les questions morales peuvent être résolus par l'adhésion à un ensemble de principes moraux, quel que soit le contexte. En revanche, Toulmin affirme que beaucoup de ces soi-disant principes ne sont pas pertinents avec des situations réelles rencontrées par les êtres humains dans la vie quotidienne.
Pour décrire sa vision de la vie quotidienne, Toulmin introduit la notion de champs d'argument; dans Les Usages de l'Argumentation (1958), Toulmin indique que certains aspects des arguments varient d'un champ à l'autre, et sont donc appelés "champs-dépendant", tandis que d'autres aspects de l'argument sont les mêmes dans tous les domaines, et sont donc appelés "champ-invariant".
Les théories de Toulmin ont pour but d'éviter les défauts de l'absolutisme sans avoir recours au relativisme. Dans l'entendement Humain (1972), Toulmin suggère que les anthropologues ont été tentés du côté des relativistes car ils ont remarqué l'influence des différences culturelles sur des arguments rationnels; en d'autres termes, l'anthropologue souligne trop l'importance du « champs-dépendant » aspect d'arguments, et devient ignorant du champ « invariant ».
Toulmin estime qu'un bon argument peut réussir à assurer une bonne justification, qui se tiendra jusqu'à la critique et obtenir un verdict favorable.

#### Les composants de l'argument
Dans Les Usages de l'Argumentation (1958), Toulmin propose une mise en page contenant six éléments interdépendants pour l'analyse des arguments:
1. Déclaration: Conclusions dont le mérite doit être établi. Par exemple, si une personne essaie de convaincre un auditeur qu'il est un citoyen Britannique, la déclaration sera « je suis un citoyen britannique. » (1)
2. Données : Les faits auxquels nous faisons appel comme base pour notre déclaration. Par exemple, la personne présentée dans le 1 peut appuyer sa déclaration avec les données à l'appui « je suis né dans les Bermudes. » (2)
3. Justification : La déclaration autorisant notre mouvement à partir des données vers la demande. Afin de se déplacer à partir des données établies au 2, « je suis né dans les Bermudes », à la revendication 1, « je suis un citoyen britannique », la personne doit fournir une justification pour combler le fossé entre le 1 et le 2, avec l'énoncé « Un homme né dans les Bermudes est légalement un citoyen britannique. » (3)
4. Support: les informations d'Identification conçus pour certifier la déclaration exprimée lors de la justification; le support doit être introduit lorsque la justification en elle-même n'est pas assez convaincante pour les lecteurs ou les auditeurs. Par exemple, si l'auditeur n'a pas jugé que la justification du 3 crédible, l'orateur fournira les dispositions légales en tant que support pour montrer qu'il est vrai que « Un homme né dans les Bermudes est légalement un citoyen britannique. »
5. Réfutation: les Déclarations reconnaissant que les restrictions auxquelles la déclaration peut être légitimement appliquée. La réfutation est illustrée comme suit, « Un homme né dans les Bermudes est légalement un citoyen Britannique, à moins qu'il ait trahi la Grande-Bretagne et qu'il soit devenu espion d'un autre pays. »
6. Qualificatif: les mots ou les phrases exprimant le degré de force ou de certitude concernant la déclaration de l'orateur. Ces mots ou ces expressions sont : « possible », « probablement », « impossible », « certainement », « probablement », « d'autant que la preuve est », ou de la « nécessairement ». L'allégation « je suis un citoyen britannique » a un degré de force plus élevé que la revendication « je suis, sans doute, un citoyen britannique. »

Les trois premiers éléments « déclaration », « données » et « justification » sont considérés comme des composantes essentielles de l'argument, tandis que la seconde triade « réfutation », « support » et « qualificatif » peut ne pas être nécessaire dans certains arguments.

#### L'évolution des connaissances
La Compréhension Humaine (1972) de Toulmin affirme que le changement conceptuel est évolutif. Ce livre attaques les explications de Thomas Kuhn du changement conceptuel dans La Structure des Révolutions Scientifiques. Kuhn juge que le changement conceptuel est un processus révolutionnaire (par opposition à une évolution). Toulmin critique les éléments relativistes de la thèse de Kuhn, comme il souligne que les paradigmes mutuellement exclusifs ne fournissent aucun motif de comparaison; en d'autres termes, la thèse de Kuhn a fait les erreurs des relativistes de surestimer le « champ variant » tout en ignorant le « champ invariant ».
Toulmin propose un modèle évolutionniste du changement conceptuel comparable à Darwin, le modèle de l'évolution biologique. Sur ce raisonnement, le changement conceptuel implique l'innovation et de la sélection. L'innovation provient de l'apparition de variations conceptuelles, tandis que la sélection provient pour la survie et la perpétuation de la plus solide des conceptions. L'innovation se produit lorsque les professionnels d'une discipline en particulier voient les choses différemment de leurs prédécesseurs.
À partir du point de vue des absolutistes, les concepts sont valides ou non valides indépendamment des contextes: à partir d'un point de vue relativistes, un concept n'est ni meilleure ni pire qu'un concept rival à partir d'un contexte culturel différent. Du point de vue de Toulmin, l'évaluation repose sur un processus de comparaison, qui détermine si oui ou non un concept fournira une amélioration à notre pouvoir explicatif plus que ses concepts rivaux.

#### Le rejet de la certitude
Dans Cosmopolis (1990), Toulmin trace la recherche de la certitude de Descartes et de Hobbes, et laudes Dewey, Wittgenstein, Heidegger et Rorty pour l'abandon de cette tradition.

### Pragma-dialectique
Des chercheurs de l'Université d'Amsterdam aux Pays-Bas ont été les pionniers d'une version moderne et rigoureuse de la dialectique sous le nom de la pragma-dialectique. L'idée intuitive est de formuler des règles précises qui, si elles sont suivies, construisent des conclusions solides.

### Méthode logique d'argumentation de Walton
Doug Walton a développé une théorie philosophique, distincte de l'argumentation logique, construite autour d'un ensemble de méthodes pratiques. Elle aide l'utilisateur à identifier, analyser et évaluer des arguments dans les conversations quotidiennes ou dans les discours plus structurés tels que le débat, la loi et les domaines scientifiques. Il y a quatre composantes principales: les plans d'argumentations, les structures de dialogue, les outils de cartographie des arguments et des systèmes d'argumentation. La méthode utilise la notion d'engagement dans le dialogue comme outil fondamental de l'analyse et de l'évaluation de l'argumentation, plutôt que la notion de croyance.

## Intelligence artificielle
Des efforts ont été faits dans le domaine de l'intelligence artificielle, pour réaliser et analyser l'argumentation avec des ordinateurs. L'argumentation a été utilisée pour fournir une preuve de la théorie de la sémantique pour la logique non-monotone, débutant par les travaux influents de Dung (1995). Les systèmes informatiques d'argumentation ont trouvé une application en particulier dans les domaines où la logique formelle est incapable de saisir la richesse de raisonnement, des domaines tels que le droit et la médecine.
En informatique, les séries de workshops ArgMAS (Argumentation in Multi-Agent Systems), la CMNA, et maintenant la Conférence COMMA, sont des événements annuels et attirent des participants du monde entier. La revue Argument & Computation est consacrée à l'exploration de l'intersection entre l'argumentation et l'informatique.